# 約阿尼納省

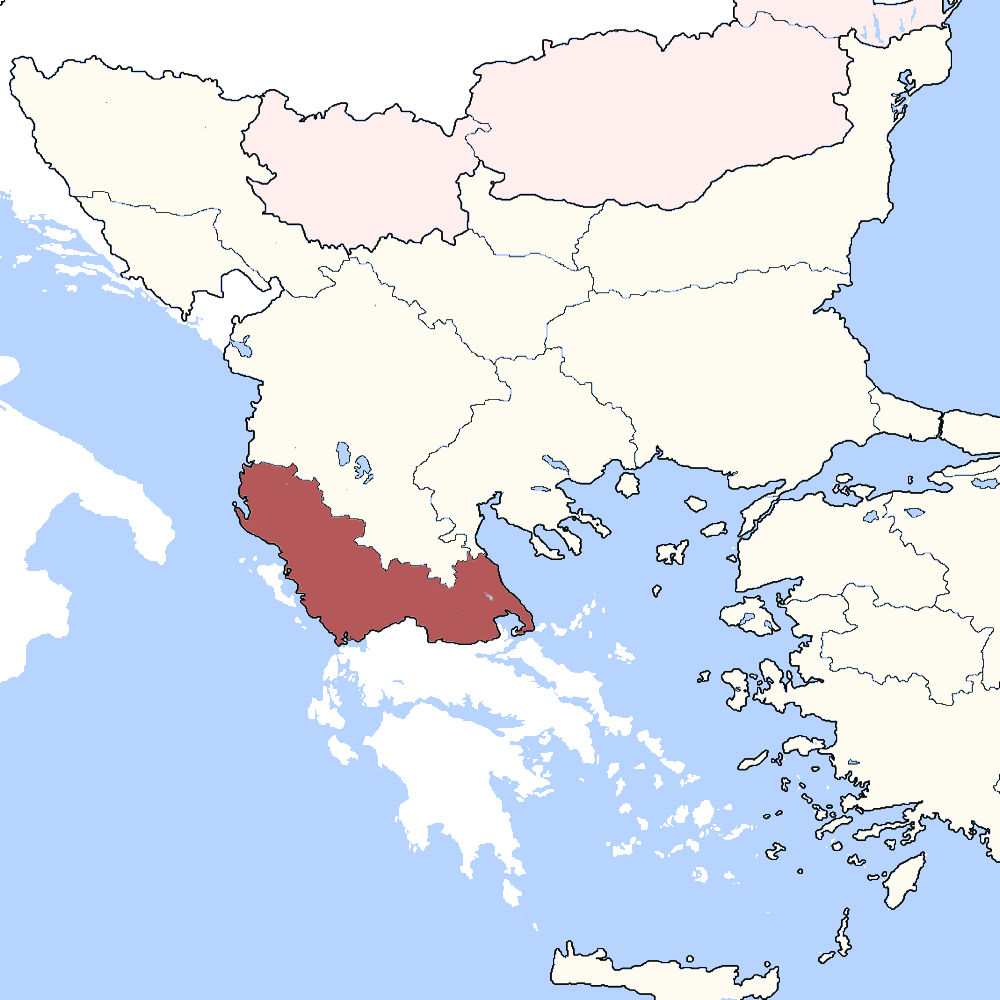
約阿尼納省

約阿尼納省，是奧斯曼帝國在阿爾巴尼亞南方和希臘中北部設立的省分，成立於1670年，行政中心是约阿尼纳。
在1788年－1822年，约阿尼纳的阿里帕夏爭取當地山賊支持後，控制了約阿尼納，並將阿爾巴尼亞和希臘中北部變成自治國。在他被殺後奧斯曼帝國重建約阿尼納省，並在1867年再次改組。